# Arthur Hastings
Arthur Harold Hastings è un personaggio immaginario ideato dalla scrittrice Agatha Christie, apparso per la prima volta nel romanzo Poirot a Styles Court e comparso successivamente in altri sette romanzi come comprimario del celebre Hercule Poirot.

## Biografia del personaggio
(Poirot a proposito di Hastings, ne L'assassinio di Roger Ackroyd)
Arthur Hastings, come si può evincere dai racconti, è probabilmente nato nel 1886, come viene ricordato nel primo capitolo de Il misterioso affare di Styles riferendosi a John Cavendish.
Di Hastings si sa che ha partecipato alla prima guerra mondiale, dove ha raggiunto il grado di capitano del British Army, ritirandosi poi a vita privata. Prima di ciò, come lui stesso afferma, sempre nel primo romanzo in cui appare, ha lavorato ai Lloyd's, non essendo quindi un militare di carriera. Incontra Poirot il 16 luglio 1916, ma i due si erano già incontrati in Belgio anni prima.
Dopo il primo conflitto mondiale si sposerà con Dulcie Duveen "Cenerentola", conosciuta nel romanzo Aiuto, Poirot!. Dopo il matrimonio, la Christie aveva deciso di farlo uscire di scena, ma, in seguito alle numerose richieste dei lettori, decise di farlo comparire di tanto in tanto nei suoi libri. In Sipario veniamo a sapere che il capitano ha avuto quattro figli dal suo matrimonio, due maschi e due femmine, e che il primogenito ha intrapreso la carriera militare nella Royal Navy. Il figlio secondogenito viene poco descritto e si sa che si sposerà solo dopo la morte della madre. La figlia Grace sposerà un ufficiale d'esercito di stanza in India e l'ultima figlia, Judith (la favorita di Hastings) sposerà il dottor John Franklin, medico ricercatore, e si trasferirà in Africa con lui.
Hastings è il tipico gentiluomo inglese, prudente ma dal carattere ingenuo, di modo da apparire sempre molto meno scaltro di Poirot. Poco si sa del suo aspetto fisico, ad eccezione del fatto che probabilmente egli è atletico, in quanto Poirot sfrutta le sue abilità per catturare e mettere in sicurezza alcuni criminali. Hastings porta inoltre dei baffi, ma non curatissimi come quelli dell'amico investigatore, che in Peril at End House gli rinfaccia:
Nella maggior parte delle trasposizioni filmiche, ad ogni modo, Hastings viene rappresentato senza baffi.
Il capitano Hastings è un cavaliere con la passione per le dame, ma in maniera contenuta, anche se è facilmente incline a innamorarsi. Egli è attratto dalle donne coi capelli rossi ed i suoi innamoramenti talvolta creano qualche problema a Poirot.
Nel romanzo Due mesi dopo Hastings si permetterà perfino di "prendere in giro" Poirot.
Il capitano Hastings sarà il narratore di quasi tutti i racconti brevi che avranno come protagonista Poirot; comparirà invece soltanto in otto dei romanzi e in una piece teatrale che avranno per protagonista il famoso investigatore belga:
- Poirot a Styles Court
- Aiuto, Poirot!
- Poirot e i quattro
- Caffè nero
- Il pericolo senza nome
- Se morisse mio marito
- La serie infernale
- Due mesi dopo
- Sipario

Nella serie televisiva Poirot è interpretato dall'attore inglese Hugh Fraser.

### Onorificenze
Arthur Hastings viene insignito di alcune onorificenze nel romanzo Poirot a Styles Court: